# Saving Grace (film, 1986)
Pour les articles homonymes, voir Saving Grace.
Pour plus de détails, voir Fiche technique et Distribution.
Saving Grace est un film américain réalisé par Robert Milton Young, sorti en 1986.

## Synopsis
Un an après son élection, le jeune pape Léon XIV (Tom Conti) aspire à retrouver un contact direct avec le peuple, comme il le faisait lorsqu'il était prêtre. Lors d'une audience, il communique avec une jeune fille sourde-muette dont le village, Montepetra, est dépourvu de prêtre. Accidentellement enfermé à l'extérieur du Vatican, le pape, dissimulé par sa barbe naissante, décide de se rendre dans ce village italien pauvre et démoralisé. Sur place, il découvre que les habitants doivent non seulement reconstruire un aqueduc en ruine, mais surtout raviver leur esprit communautaire et leur autonomie. En défiant les tyrannies locales et en aidant à restaurer l'accès à l'eau, symbole de grâce baptismale, il redonne espoir à la communauté.

## Fiche technique
- Titre : Saving Grace
- Réalisation : Robert Milton Young
- Scénario : David S. Ward et Richard Kramer d'après le roman de Celia Gittelson
- Photographie : Reynaldo Villalobos (en)
- Musique : William Goldstein
- Pays d'origine : États-Unis
- Genre : comédie dramatique
- Date de sortie : 1986

## Distribution
- Tom Conti : Pape Léon XIV
- Fernando Rey : Cardinal Stefano Biondi
- Erland Josephson : Monsignor Francesco Ghezzi
- Giancarlo Giannini : Abalardi
- Donald Hewlett : Monsignor Colin McGee
- Edward James Olmos : Ciolino
- Guido Alberti : Cardinal Augusto Morante
- Massimo Serato : Monsignor Betti
- Carlo Monni : le propriétaire de la pizzeria